# (9184) Vasilij
(9184) Vasilij (1991 PJ3) – planetoida z pasa głównego asteroid okrążająca Słońce w ciągu 3,52 lat w średniej odległości 2,31 j.a. Odkryta 2 sierpnia 1991 roku.